# Chahār Āb
Chahār Āb (persiska: چهار آب) är en ort i Iran.   Den ligger i provinsen Lorestan, i den västra delen av landet, 400 km sydväst om huvudstaden Teheran. Chahār Āb ligger 1 304 meter över havet och antalet invånare är 202.
Terrängen runt Chahār Āb är huvudsakligen kuperad, men söderut är den bergig.Runt Chahār Āb är det ganska tätbefolkat, med 72 invånare per kvadratkilometer. Närmaste större samhälle är Darmareh, 7,4 km sydväst om Chahār Āb. Omgivningarna runt Chahār Āb är i huvudsak ett öppet busklandskap.